# Sostre de diamant
Sostre de diamant és un concepte que fa referència a les limitacions invisibles que impedeixen valorar les dones a la feina per qüestions merament professionals i ascendir en les seves carreres. El terme va ser creat per Amelia Valcárcel l’any 1997 al llibre La política de les dones. Fa referència al fet que els homes són valorats com a “objectes d’afecte” i les dones com a “objectes de desig”, la qual cosa perpetua una relació de poder del homes per sobre de les dones. Altres barreres invisibles relacionades amb aquest concepte serien el sostre de vidre, el sostre de ciment.